# 基波特 (新澤西州)
基波特（英語：Keyport）是位於美國新澤西州蒙茅斯縣的自治市鎮。

## 人口
根據2020年美國人口普查的數據，基波特的面積為3.77平方千米，當中陸地面積為3.58平方千米，而水域面積為0.19平方千米。當地共有人口7204人，而人口密度為每平方千米1,911人。